# Phoebe Strole
Phoebe Strole, née le 22 janvier 1983, est une actrice américaine connue aux États-Unis pour ses rôles dans de nombreuses comédies musicales. Elle est notamment nommée pour un Grammy Award en 2008 pour le meilleur album de spectacle musical pour son travail dans Spring Awakening.
En France, on la connait pour le rôle de Sara Snow dans le téléfilm De mères en filles.

## Biographie
Phoebe Strole passe son enfance à Fort Worth (Texas). En parallèle de ses études, elle joue régulièrement dans des comédies musicales au théâtre Casa Mañana (en). En 2001, Phoebe Strole joue à New York, au Penguin Rep, et s'inscrit au Tisch School of the Arts de NYU dont elle sort diplômée en 2006.
Elle commence alors une carrière à Broadway et joue pendant deux ans le rôle de Anna dans la comédie musicale L'Éveil du printemps. Elle est nommée aux Grammy Awards en 2008. Sa carrière est lancée, elle enchaîne les rôles à Broadway pendant une dizaine d'année.
En parallèle elle joue dans quelques téléfilms. En particulier De mères en filles en 2009, Ma mère, ses hommes et moi en 2009.
Elle fait également quelques apparitions dans des séries, telles que Glee, GLOW et Mercy Hospital.

## Filmographie

### Comédies musicales
- Bye Bye Birdie
- Evita
- Parade
- L'Éveil du printemps

### Téléfilm
- Hamlet 2
- Ma mère, ses hommes et moi
- De mères en filles